# Aubrey Anderson-Emmons
Aubrey Frances Anderson-Emmons, född 6 juni 2007 i Santa Monica, Kalifornien, är en amerikansk skådespelerska som är mest känd för rollen som Mitchell och Camerons adoptivdotter Lily i TV-serien Modern Family (från säsong 3). Hon är dotter till komikern och skådespelerskan Amy Anderson och medieentreprenören Kent Emmons.